# Lomira (thị trấn), Wisconsin
Lomira là một thị trấn thuộc quận Dodge, tiểu bang Wisconsin, Hoa Kỳ. Năm 2010, dân số của thị trấn này là 1.120 người.